# 질 파케브레네르
질 파케브레네르(프랑스어: Gilles Paquet-Brenner)는 프랑스의 각본가, 영화 감독이다. 크리스틴 스콧 토머스 주연의 영화 《사라의 열쇠》로 2010년 세자르상에 후보지명되었다.

## 연출 작품
- 《월드 인》Walled In (2009)
- 《사라의 열쇠》Sarah's Key (2010)
- 《다크 플레이스》(2015)
- 《비뚤어진 집》(2017)